# 어느 여교사의 수기
"어느 여교사의 수기"는 1960년 공개된 대한민국의 영화이다.

## 배역
- 조미령
- 황정순
- 최무룡
- 박남규